# Tours Duo
Die Tours Duo sind ein Zwillingswolkenkratzer in Paris. Das Gebäude liegt im Secteur Masséna-Bruneseau im 13. Arrondissement im Osten von Paris, direkt an der Grenze zur Vorstadtgemeinde Ivry-sur-Seine. Das Gebiet ist ein städtebauliches Entwicklungsgebiet und von reger Bautätigkeit geprägt. Die beiden Türme sind durch einen gemeinsamen Gebäudeteil in den unteren Etagen miteinander verbunden. Der höhere der beiden Türme (Tour Duo Sud oder Tour Duo 1 genannt) ist 180 Meter hoch und verfügt über 39 Etagen, während der kleinere der beiden Türme (Tour Duo Nord oder Tour Duo 2 genannt) über 122 Meter und 27 Etagen verfügt. Die Nutzfläche des Gebäudekomplexes beträgt etwa 108.000 m², was etwa dem Platzbedarf von 6300 Büroarbeitsplätzen entspricht. Neben Büros verfügt das Gebäude auch über ein Vier-Sterne-Hotel mit 120 Zimmern und 1800 m² Einzelhandelsfläche. Entworfen wurden die Zwillingstürme vom Atelier Jean Nouvel.
Mit dem Bau wurde im März 2017 begonnen. Seit seiner Fertigstellung im Jahr 2021 ist der höhere der beiden Türme das zweithöchste Gebäude in der Kernstadt von Paris und gleichzeitig das siebthöchste im Großraum Paris. Der kleinere der beiden Türme stellt das sechsthöchste Hochhaus in der Kernstadt und das 38.-höchste im Großraum Paris dar. Die Eröffnung fand 2022 statt.
Der Büroturm ist mit der Métrostation Bibliothèque François Mitterrand  und dem Bahnhof Bibliothèque François Mitterrand  sehr gut an den öffentlichen Nahverkehr im Großraum Paris angebunden. Des Weiteren führt die Linie  direkt am Gebäude vorbei und hält nur wenige Meter entfernt an der Station Avenue de France.